# Heptansäureethylester
Heptansäureethylester, auch Ethylheptanoat, gehört zu der Gruppe der Fruchtester und ist das Produkt der Veresterung von Önanthsäure und Ethanol. Natürlich kommt er in Früchten und alkoholischen Getränken vor.

## Eigenschaften
Heptansäureethylester ist eine farblose Flüssigkeit mit fruchtigem Geruch nach Kirsche und Aprikose, welche praktisch unlöslich in Wasser ist.

## Verwendung
Heptansäureethylester wird als Aromastoff verwendet.

## Sicherheitshinweise
Die Dämpfe von Heptansäureethylester können mit Luft ein explosionsfähiges Gemisch (Flammpunkt 66 °C, Zündtemperatur 380 °C) bilden.